# 연잉군 초상
연잉군 초상(延礽君 肖像)은 서울특별시 종로구 국립고궁박물관에 있는 조선 시대의 초상화이다. 2006년 12월 29일 대한민국의 보물 제1491호로 지정되었다.

## 지정 사유
<연잉군 초상>은 화면의 좌측 상단에 “初封延仍君古號養性軒”(초봉 연잉군 고호 양성헌)이라 적혀 있어 이 본이 영조가 임금이 되기 이전에 제작된 연잉군(延礽君) 시절 도사본(圖寫本)임을 알 수 있다. 사모(紗帽), 백택 흉배(白澤 胸背)를 부착한 녹포단령(綠袍團領), 서대(犀帶), 검은색 녹피화 등으로 구성되어 있는 정장 관복 차림에 공수 자세로 앉아 있는 좌안 8분면의 전신 교의 좌상이다.
이 상은 영조 21세(1714년) 때 진재해(? ~ 1735년 이전)가 그린 것으로 영조 21년(1745년)에 경희궁 태녕전(慶熙宮 泰寧殿)에 봉안되었다가 정조가 즉위하자 잠시 경현당(景賢堂)에 두었다가 정조 2년(1778년) 3월에 선원전으로 이봉되었다. 이 본은 1954년에 일어난 부산 용두산공원 대화재로 인하여 오른쪽 가장자리 부분이 불에 타서 1/3 정도가 결손되었으나 얼굴, 흉배, 관대, 족좌 부분이 완전한 상태로 남아 있어 당시의 초상화의 기법을 연구하는 데 귀중한 자료이다.
현전하는 조선시대 어진은 전주 경기전(慶基殿)의 태조 어진, 고궁박물관 소장의 철종 어진과 익종 어진 등 극소수만이 남아 있는 실정이라 이 상은 영조가 연잉군 시절의 초상이라 할지라도 어진 연구에 참고 자료가 된다. 특히 1713년(숙종 39년) 숙종 어진 도사(肅宗 御眞 圖寫)의 주관(主管) 화사였으며, 이후 조영석의 형 <조영복상>(趙榮福像) 등 사대부들의 초상화 제작에도 참여한 진재해의 초상화 연구에도 귀중한 자료가 된다. 또한 이 상은 보물 589호로 지정된 <강현상>과 함께 18세기 초기 정장관복형식의 초상화의 형식을 대표하는 기준작으로 평가된다.

## 같이 보기
- 연잉군

## 참고 자료
- 연잉군 초상 - 국가유산청 국가유산포털